# Grasshopper (musicista)
Grasshopper, pseudonimo di Sean Thomas Mackowiak (New York, 25 maggio 1967), è un musicista statunitense, noto come chitarrista e membro fondatore del gruppo musicale Mercury Rev.

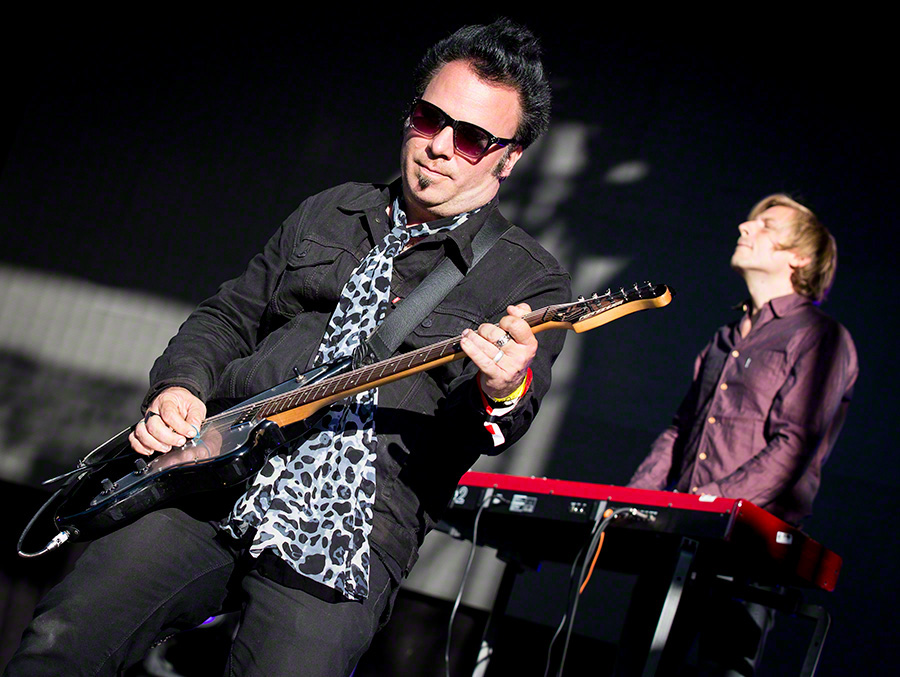
Grasshopper, 2016

Dopo aver suonato in diverse band locali, verso la fine degli anni ottanta, insieme al chitarrista Jonathan Donahue, fondò i Mercury Rev. Il primo disco pubblicato con la band fu Yerself Is Steam, nel 1991. Grasshopper è presente in ogni album della band.
Ha collaborato a diversi progetti musicali, tra cui gli Harmony Rockets insieme ai colleghi dei Mercury Rev, oltre ad aver fondato una band di cui è leader, i Grasshopper and the Golden Crickets.

## Discografia

### Con i Mercury Rev
- 1991 - Yerself Is Steam
- 1993 - Boces
- 1995 - See You on the Other Side
- 1998 - Deserter's Songs
- 2001 - All Is Dream
- 2005 - The Secret Migration
- 2008 - Snowflake Midnight
- 2008 - Strange Attractor

### Con gli Harmony Rockets
- 1995 - Paralyzed Mind of the Archangel Void

### Con i Grasshopper and the Golden Crickets[2]
- 1998 - Orbit Of Eternal Grace